# Episodi de Le sorelle McLeod (prima stagione)
La prima stagione della serie televisiva Le sorelle McLeod è stata trasmessa in prima visione in Australia da Nine Network dal 2001 al 2002. 
In Italia è stata trasmessa in prima visione in chiaro da Rai 1 e sul satellite da Hallmark Channel.

Personaggi della serie televisiva

| nº | Titolo originale           | Titolo italiano                | Prima TV USA      | Prima TV Italia |
| -- | -------------------------- | ------------------------------ | ----------------- | --------------- |
| 1  | Welcome Home               | Bentornata a casa              | 8 agosto 2001     |                 |
| 2  | Ducks on the Pond          | Donne in azione                | 15 agosto 2001    |                 |
| 3  | Don't Mess with the Girls  | Mai mettersi contro le ragazze | 22 agosto 2001    |                 |
| 4  | Who's the Boss?            | Chi comanda?                   | 29 settembre 2001 |                 |
| 5  | Taking the Reins           | Una decisione difficile        | 19 settembre 2001 |                 |
| 6  | Reality Bites              | La verità fa male              | 26 settembre 2001 |                 |
| 7  | Pride and Joy              | Gioia e orgoglio               | 3 ottobre 2001    |                 |
| 8  | Stir Crazy                 | La stagione degli amori        | 10 ottobre 2001   |                 |
| 9  | Into the Woods             | Nei boschi                     | 17 ottobre 2001   |                 |
| 10 | Haunted                    | Presenze                       | 24 ottobre 2001   |                 |
| 11 | Who's a Big Girl Now?      | Maggiorenne                    | 31 ottobre 2001   |                 |
| 12 | Pandora's Box              | Il vaso di Pandora             | 7 novembre 2001   |                 |
| 13 | True Love and Consequences | L'anima gemella                |                   |                 |
| 14 | Dirty Pool                 | Ladri di bestiame e billiardi  |                   |                 |
| 15 | If the Boot Fits...        | Gli stivali nuovi di Tess      |                   |                 |
| 16 | Playing to Win             | Vinca il migliore              |                   |                 |
| 17 | Girls Night Out            | Una serata in città            |                   |                 |
| 18 | More Than One Way...       | Più di una soluzione           |                   |                 |
| 19 | The Italian Stallion       | Lo stallone italiano           |                   |                 |
| 20 | Lover Come Back            | Torna l'armonia                |                   |                 |
| 21 | Friends Like These         | Amici                          |                   |                 |
| 22 | Deep Water                 | Una morte improvvisa           |                   |                 |